# Sol Yaged
Solomon 'Sol' Yaged (New York, 8 december 1922 – Coconut Creek, 11 mei 2019) was een Amerikaanse jazzklarinettist.

## Biografie
Yaged maakte van de klarinet zijn belangrijkste instrument nadat hij in 1935 Benny Goodman op de radio had gehoord. Hij was aanvankelijk opgeleid tot klassiek klarinettist en kreeg een baan aangeboden bij de Buffalo Philharmonic (die hij afwees). Eind jaren 1930 speelde hij al in jamsessies. Vooral dixieland liet hem niet los, hoewel hij ook in clubs op 52nd Street te horen was. Eddie Condon, Gene Krupa, Max Kaminsky, Jimmy McPartland en Muggsy Spanier gaven hem de kans om klarinet te spelen in hun bands. Hij was een van de muzikale adviseurs voor de film Benny Goodman Story (1955). In 1959 leidde hij een septet (deels samen met Charlie Byrd). De Metropole Club werd een paar jaar lang zijn tweede thuis, en dit is ook de naam van zijn beroemdste jazz-lp, een lp die ook vanwege de bijdrage van Coleman Hawkins een gewild verzamelobject is.
Sol Yaged woonde in New York en was in 2010 nog live te zien met zijn klarinet, onder meer met Vince Giordanos Nighthawks. Hij was ook betrokken bij de opnamen van Jack Teagarden en Chubby Jackson.

## Overlijden
Sol Yaged overleed in mei 2019 op 96-jarige leeftijd.

## Discografie
- 1956: It Might as Well Be Swing (Herald Records)
- 1961: Jazz at the Metropole (Philips Records)
- 1967: One More Time (Lane)
- 2019: Your Wish Is My Command (Pine Hill Records)

### Als sideman
- 1955: Horn o' Plenty, Charlie Shavers
- 1957: Stormy Weather, Red Allen
- 1968: The Music Room, Doug Duke
- 1997: Personal Choice, Jack Teagarden
- 1997: The Tenor for All Seasons: 1958–1959, Coleman Hawkins
- 2005: The Very Best of the Cole Porter Songbook, Cole Porter